# Capriccio nr. 7
Capriccio nr. 7 ‘Fantasies sobre La Tarara’ is een compositie van Leonardo Balada.
Deze zevende capriccio schreef hij in de stijl van een kamerconcert voor klarinet en kamerensemble. Met deze capriccio keerde Balada terug naar de volksmuziek en wel met het wijsje La Tarara uit Andalusië. De componist schreef er abstracte, etnische, tonale en atonale variaties bij. 
Het werk kreeg vier delen:
1. Obsesiones (opsessies)
2. Sorpresas (verrassingen)
3. Íntimo (vertrouwd)
4. Frenesi (razernij)

Het werk geschreven in opdracht van de regering van Catalonië. Het ensemble Grup21 uit die landstreek voerde het onder leiding van Peter Bacchus als eerste uit in 2009 in Barcelona; het werd aan hun opgedragen. In 2014 nam het ensemble Ensemble Col Lego onder leiding van Robert Ferrer het op met solist Luis Fernández-Castelló. 
Orkestratie: 1 klarinet, 1 dwarsfluit, 1 man/vrouw percussie (crotales, glockenspiel, vibrafoon, xylofoon) 1 piano, 1 viool, 1 cello.